# Gryllefjord
Gryllefjord es una localidad pesquera y el centro administrativo de Senja en la isla de Senja, provincia de Troms, Noruega. Se localiza en el fiordo de Gryllefjorden, en el norte del municipio. Tiene una población de 369 habitantes, con una densidad de 1476 hab/km².
El ferry de Andenes–Gryllefjord transporta automóviles durante el verano a Andenes, en la isla de Andøya. Está a 4 km en dirección sur de Torsken, y 60 km al este de Finnsnes.